# Bonjour♪ 사랑맛 파티스리
봉쥬르 사랑맛 파티스리(Bonjour♪恋味パティスリー, Bonjour Sweet Love Patisserie)는 일본 로맨스 오리지널 넷 애니메이션 시리즈이다. 2014년 10월 10일 니코니코 동화에서 첫 방송되었고, 하루 뒤 NTV 온 디맨드와 훌루에서 첫 방송되었다. 이 시리즈는 원래 아직 개발 중인 모바일 게임을 기반으로 한다.

## 구성
이야기는 제과점을 차리는 꿈을 이루기 위해 장학금을 받고 명문 제과학교 플뢰리르에 다니는 소녀 하루노 사유리의 이야기를 그린다. 그곳에서 그녀는 매력적인 청년 몇 명을 만난다.